# Crazy Tour
Crazy Tour fu la decima tournée del gruppo rock britannico Queen, svoltasi nel 1979. Successivo al Live Killers Tour, questo tour precedette il The Game Tour, che si tenne nel 1980.
I concerti venivano svolti in grandissimi saloni, o in stanze da ballo da contenere al massimo 5000 persone. La parola crazy (pazzo) deriva proprio dai luoghi in cui venivano svolte le esibizioni live. Ascoltando le poche registrazioni amatoriali dei concerti, si possono notare le eccellenti condizioni vocali di Freddie Mercury in questo tour, considerate da molti esperti le migliori di sempre.

## Date
| Concerti                           | Concerti                                           |
| ---------------------------------- | -------------------------------------------------- |
| 22.11.1979 Dublino, Irlanda        | 09.12.1979 Bristol, Regno Unito                    |
| 24.11.1979 Birmingham, Regno Unito | 10.12.1979 Brighton, Regno Unito                   |
| 26.11.1979 Manchester, Regno Unito | 11.12.1979 Brighton, Regno Unito                   |
| 27.11.1979 Manchester, Regno Unito | 13.12.1979 Londra, Regno Unito (Lyceum Ballroom)   |
| 30.11.1979 Glasgow, Regno Unito    | 14.12.1979 Londra, Regno Unito (Rainbow Theatre)   |
| 01.12.1979 Glasgow, Regno Unito    | 17.12.1979 Londra, Regno Unito (Purley Tiffany's)  |
| 03.12.1979 Newcastle, Regno Unito  | 19.12.1979 Londra, Regno Unito (Tottenham Mayfair) |
| 04.12.1979 Newcastle, Regno Unito  | 20.12.1979 Londra, Regno Unito (Lewisham Odeon)    |
| 06.12.1979 Liverpool, Regno Unito  | 22.12.1979 Londra, Regno Unito (Alexandra Palace)  |
| 07.12.1979 Liverpool, Regno Unito  | 26.12.1979 Londra, Regno Unito (Hammersmith Odeon) |

## Scaletta principale
1. Intro
2. We Will Rock You (fast)
3. Let Me Entertain You
4. Somebody To Love
5. Mustapha
6. Death On Two Legs
7. Killer Queen
8. I'm In Love With My Car
9. Get Down Make Love
10. You're My Best Friend
11. Save Me
12. Now I'm Here
13. Don't Stop Me Now
14. Spread Your Wings
15. Love Of My Life
16. '39
17. Keep Yourself Alive
18. Drums solo
19. Guitar solo
20. Brighton Rock reprise
21. Crazy Little Thing Called Love
22. Bohemian Rhapsody
23. Tie Your Mother Down
24. Sheer Heart Attack
25. We Will Rock You
26. We Are The Champions
27. God Save The Queen